# Wileyfox
Wileyfox — британская компания-производитель смартфонов, основанная в 2015 году. На 19 марта 2018 года было объявлено, что Santok Group согласилась лицензировать продажи телефонов в Европе и Южной Африке.
Бренд Wileyfox призван обеспечить продукцию, которая была бы более доступной, чем конкурентов, без ущерба в её качестве. Компания утверждала, что, имея меньшие силы и без устаревших устройств для поддержки, им удалось продать устройств Wileyfox по достаточно низким ценам. Wileyfox заявила, что товаризация оборудования позволит продуктам отличаться от конкурентов, использующих другие Android-оболочки или iOS.
Генеральный директор Wileyfox, Майк Кумбс (основатель Kazam), работал для продажи подразделений в HTC и Nokia.

## Продукция
В данной статье указываются фактические спецификации устройства, которые могут отличаться от спецификации, предоставленной Wileyfox.

### Первое поколение: Swift, Storm
Эти устройства были анонсированы в августе 2015 года, изначально работающими на Cyanogen OS 12.1, однако продажи начались год спустя. Оба устройства имеют совместимость с двойной SIM-картой. Кодовым именем модели Swift было crackling, в то время как у Storm — kipper. Устройства оснащены моно-динамиком.

### Второе поколение: Spark, Spark +, Spark X
В июне 2016 года была анонсирована новая линейка телефонов, состоящая из моделей типов Spark, Spark +, Spark X, что использовали MediaTek MT6735 SoC и предоставляли возможности использования двух SIM-карт. Кодовыми именами устройств были porridge для Spark и Spark + и porridgek3 для Spark Х.

### Третье поколение: Swift 2, Swift 2 Plus, Swift 2 X
В ноябре 2016 года было объявлено о новой линейке телефонов, состоящей из Swift 2, Swift 2 Plus и Swift 2 X. Устройства снова используют Qualcomm SoC, а конкретно восьмиядерный MSM8937 с тактовой частотой 1,4 ГГц, в паре с Adreno 505.
Все устройства третьего поколения поддерживают стандарт Qualcomm's Quick Charge 3.0, а также, само зарядное устройство не включено в упаковку. Кодовое имя устройств — marmite.
Устройство под кодовым названием champagne, вероятно, являются marmite устройствами с позолоченной задней частью телефона.

### Аксессуары
Wileyfox также производит запасные батарейки, складные чехлы и защитные плёнки, характерные для их устройств.

## Внешние ссылки
- wileyfox.com — официальный сайт Wileyfox